# Himertosoma sulcatum
Himertosoma sulcatum är en stekelart som först beskrevs av Gyöö Viktor Szépligeti 1908.  Himertosoma sulcatum ingår i släktet Himertosoma och familjen brokparasitsteklar. Inga underarter finns listade i Catalogue of Life.